# Arne Månsson
Arne Månsson (11 de noviembre de 1925-11 de enero de 2003) fue un jugador y entrenador de fútbol sueco. En su etapa como jugador profesional se desempeñaba como defensa.

## Selección nacional
Fue internacional con la selección de fútbol de Suecia en 2 ocasiones. Formó parte de la selección que obtuvo el tercer lugar en la Copa del Mundo de 1950, pese a no haber jugado ningún partido durante el torneo.

### Participaciones en Copas del Mundo
| Mundial                        | Sede   | Resultado    | Partidos | Goles |
| ------------------------------ | ------ | ------------ | -------- | ----- |
| Copa Mundial de Fútbol de 1950 | Brasil | Tercer lugar | 0        | 0     |

## Clubes

### Como jugador
| Club           | País   | Año       |
| -------------- | ------ | --------- |
| Malmö FF       | Suecia | 1944-1955 |
| Trelleborgs FF | Suecia | 1955-1956 |

### Como entrenador
| Club           | País   | Año |
| -------------- | ------ | --- |
| Trelleborgs FF | Suecia | ¿-? |
| Malmö BI       | Suecia | ¿-? |

## Palmarés

### Campeonatos nacionales
| Título         | Club     | País   | Año  |
| -------------- | -------- | ------ | ---- |
| Allsvenskan    | Malmö FF | Suecia | 1944 |
| Copa de Suecia | Malmö FF | Suecia | 1944 |
| Copa de Suecia | Malmö FF | Suecia | 1946 |
| Copa de Suecia | Malmö FF | Suecia | 1947 |
| Allsvenskan    | Malmö FF | Suecia | 1949 |
| Allsvenskan    | Malmö FF | Suecia | 1950 |
| Allsvenskan    | Malmö FF | Suecia | 1951 |
| Copa de Suecia | Malmö FF | Suecia | 1951 |
| Allsvenskan    | Malmö FF | Suecia | 1953 |
| Copa de Suecia | Malmö FF | Suecia | 1953 |